# Martina Trevisan
Pour les articles homonymes, voir Trevisan.
Martina Trevisan, née le 3 novembre 1993 à Florence, est une joueuse de tennis italienne, professionnelle depuis 2009.
Elle est la sœur cadette de Matteo Trevisan, qui fut numéro 1 mondial junior en 2007. Elle fait partie de l'équipe d'Italie de Fed Cup depuis 2017.

## Carrière
Dans la catégorie junior, Martina Trevisan est demi-finaliste en double à Roland-Garros et Wimbledon en 2009. Malgré ces débuts prometteurs, sa carrière subit un premier coup d'arrêt cette année là : pour cause d'anorexie mentale, elle ne dispute aucun match entre la fin de l'année 2009 et 2014,.
Entre 2014 et 2019, elle se qualifie 16 fois pour la finale d'un tournoi ITF en simple, toutes sur terre battue et essentiellement en Italie. Elle remporte neuf titres dans la catégorie.
Elle fait ses débuts en Grand Chelem lors de la saison 2020 (après neuf échecs en qualification entre 2017 et 2019), à l'Open d'Australie, où elle est éliminée dès le premier tour par Sofia Kenin, vainqueur du tournoi. Elle atteint en double la finale du tournoi de Palerme en août 2020.̈
Fin septembre, elle s'illustre sur sa surface de prédilection lors des Internationaux de France, en se qualifiant pour le tableau final avec deux victoires sur des têtes de série en qualification (Sachia Vickery et Astra Sharma). Elle y élimine Camila Giorgi (7-5, 3-0 ab.) au premier tour, la jeune prodige Coco Gauff (4-6, 6-2, 7-5) au second et María Sákkari (no 20, 1-6, 7-66, 6-3), sauvant deux balles de match dans le tie-break du deuxième set pour atteindre la deuxième semaine du tournoi. En huitième de finale, elle remporte son premier match contre une joueuse du top 10 mondial, en deux manches contre Kiki Bertens (no 5, 6-4, 6-4). Son parcours s'arrête en quart de finale contre la jeune révélation du tournoi et future vainqueure, Iga Świątek (3-6, 1-6).

### 2022:1ertitre WTA, demi-finaliste en Grand Chelem
Le 21 mai, Martina Trevisan remporte son premier titre WTA lors du Grand Prix de SAR La Princesse Lalla Meryem, dominant en finale l'Américaine Claire Liu (6-2, 6-1).
Dans la foulée, elle dispute à Roland-Garros son troisième tournoi du Grand Chelem sur la terre battue parisienne. Sur sa surface de prédilection, elle profite d'un tableau dégagé pour dominer sans heurt ses quatre premières adversaires en deux sets : la Britannique Harriet Dart (6-0, 6-2), la Polonaise Magda Linette (6-3, 6-2), la wild card Australienne Daria Saville (6-3, 6-4) et la Biélorusse Aliaksandra Sasnovich (7-610, 7-5). Elle rencontre une première tête de série en quarts de finale, la Canadienne Leylah Fernandez, et franchit un nouveau cap, en s'imposant difficilement (6-2, 6-73, 6-3) après avoir laissé échapper une balle de match dans le second set. Grâce à cette victoire, elle rejoint les demi-finales où elle affronte Coco Gauff, qu'elle a battu lors de son parcours à Roland-Garros en 2020, mais s'incline face à l'Américaine (3-6, 1-6).

### 2023:1ersquarts de finale en WTA 1000 à Miami et Guadalajara
Fin mars, elle s'impose successivement contre la qualifiée japonaise Nao Hibino (6-4, 6-3), l'Américaine Claire Liu (4-6, 7-5, 6-4) et la Lettone Jeļena Ostapenko (6-3, 6-3) pour jouer le premier quart de finale de WTA 1000 de sa carrière. Elle s'incline contre Elena Rybakina, récente finaliste de l'Open d'Australie et lauréate d'Indian Wells la semaine précédente.
Mi-septembre, elle dispute un deuxième quart de finale dans cette catégorie de tournoi en disposant facilement de la qualifiée Demi Schuurs (6-2, 6-0), de sa compatriote Jasmine Paolini (7-5, 6-2) et de la tête de série numéro une Ons Jabeur (6-7, 7-5, 6-3), finaliste à Wimbledon. Elle gagne ainsi sa première victoire sur une Top 10 sur dur. Elle est de nouveau stoppée, cette fois-ci par la surprise Américaine Caroline Dolehide, 111e mondiale (6-3, 6-7, 3-6).

## Palmarès

### Titre en simple dames
| No | Date       | Nom et lieu du tournoi                             | Catégorie | Dotation  | Surface      | Finaliste  | Score    |          |
| -- | ---------- | -------------------------------------------------- | --------- | --------- | ------------ | ---------- | -------- | -------- |
| 1  | 15-05-2022 | Grand Prix de SAR La Princesse Lalla Meryem, Rabat | WTA 250   | 251 750 $ | Terre (ext.) | Claire Liu | 6-2, 6-1 | Parcours |

### Finale en simple dames
Aucune

### Titre en double dames
Aucun

### Finale en double dames
| No | Date       | Nom et lieu du tournoi          | Catégorie | Dotation  | Surface      | Vainqueures                 | Partenaire             | Score    |          |
| -- | ---------- | ------------------------------- | --------- | --------- | ------------ | --------------------------- | ---------------------- | -------- | -------- |
| 1  | 03-08-2020 | 31° Palermo Ladies Open Palerme | Intern'l  | 163 103 € | Terre (ext.) | Arantxa Rus Tamara Zidanšek | Elisabetta Cocciaretto | 7-5, 7-5 | Parcours |

### Titre en simple en WTA 125
| No | Date       | Nom et lieu du tournoi | Catégorie | Dotation  | Surface      | Finaliste | Score    |          |
| -- | ---------- | ---------------------- | --------- | --------- | ------------ | --------- | -------- | -------- |
| 1  | 08-07-2024 | Nordea Open, Båstad    | WTA 125   | 115 000 $ | Terre (ext.) | Ann Li    | 6-2, 6-2 | Parcours |

### Finale en simple en WTA 125
| No | Date       | Nom et lieu du tournoi    | Catégorie | Dotation  | Surface      | Vainqueure   | Score    |          |
| -- | ---------- | ------------------------- | --------- | --------- | ------------ | ------------ | -------- | -------- |
| 1  | 07-09-2021 | Karlsruhe Open, Karlsruhe | WTA 125   | 115 000 $ | Terre (ext.) | Mayar Sherif | 6-3, 6-2 | Parcours |

## Parcours en Grand Chelem

### En simple dames
| Année | Open d'Australie | Open d'Australie      | Internationaux de France | Internationaux de France | Wimbledon       | Wimbledon              | US Open         | US Open                |
| ----- | ---------------- | --------------------- | ------------------------ | ------------------------ | --------------- | ---------------------- | --------------- | ---------------------- |
| 2017  | —                | —                     | —                        | —                        | Q1              | Polina Monova          | Q2              | Lesley Kerkhove        |
| 2018  | —                | —                     | Q3                       | Grace Min                | Q2              | Nicole Gibbs           | Q3              | Kathinka von Deichmann |
| 2019  | Q3               | Zhu Lin               | Q2                       | Tímea Babos              | Q1              | Jessika Ponchet        | Q2              | Varvara Gracheva       |
| 2020  | 1er tour (1/64)  | Sofia Kenin           | 1/4 de finale            | Iga Świątek              | Annulé          | Annulé                 | —               | —                      |
| 2021  | 1er tour (1/64)  | Ekaterina Alexandrova | 2e tour (1/32)           | Sorana Cîrstea           | 1er tour (1/64) | Elena Vesnina          | 2e tour (1/32)  | Belinda Bencic         |
| 2022  | 2e tour (1/32)   | Paula Badosa          | 1/2 finale               | Coco Gauff               | 1er tour (1/64) | Elisabetta Cocciaretto | 1er tour (1/64) | Evgeniya Rodina        |
| 2023  | 1er tour (1/64)  | A. K. Schmiedlová     | 1er tour (1/64)          | Elina Svitolina          | 1er tour (1/64) | S. Sorribes Tormo      | 2e tour (1/32)  | Markéta Vondroušová    |
| 2024  | 2e tour (1/32)   | Océane Dodin          | 1er tour (1/64)          | Olga Danilović           | 1er tour (1/64) | Madison Keys           | 1er tour (1/64) | Taylor Townsend        |
| 2025  | —                | —                     | —                        | —                        | —               | —                      | Q1              | Tatiana Prozorova      |

N.B. : à droite du résultat se trouve le nom de l'ultime adversaire.

### En double dames
| 2021 | 1/4 de finale A. Krunić \|\| style="text-align:left;" \| D. Jurak N. Stojanović      | 1er tour (1/32) A. Krunić \|\| style="text-align:left;" \| Ka. Plíšková Kr. Plíšková | —                                                                                 | —                                                                                  | —                                                                                    | — |
| 2022 | —                                                                                    | —                                                                                    | 1er tour (1/32) J. Paolini \|\| style="text-align:left;" \| L. Hradecká S. Mirza  | 1er tour (1/32) J. Paolini \|\| style="text-align:left;" \| N. Bains M. Lumsden    | —                                                                                    | — |
| 2023 | 1er tour (1/32) J. Paolini \|\| style="text-align:left;" \| O. Kalashnikova A. Parks | 2e tour (1/16) J. Paolini \|\| style="text-align:left;" \| D. Krawczyk D. Schuurs    | 1er tour (1/32) J. Paolini \|\| style="text-align:left;" \| E. Hozumi R. Masarova | 1er tour (1/32) E. Cocciaretto \|\| style="text-align:left;" \| M. Linette B. Pera |                                                                                      |   |
| 2024 | 1er tour (1/32) E. Cocciaretto \|\| style="text-align:left;" \| D. Aiava M. Inglis   | —                                                                                    | —                                                                                 | 1er tour (1/32) I.C. Begu \|\| style="text-align:left;" \| A. Muhammad A. Sutjiadi | 1er tour (1/32) A. Kalinina \|\| style="text-align:left;" \| C. Harrison A. Rosolska |   |

N.B. : le nom de la partenaire se trouve sous le résultat ; les noms des ultimes adversaires se trouvent à droite.

## Parcours en WTA 1000
Les tournois WTA « Premier Mandatory » et « Premier 5 » (entre 2009 et 2020) et WTA 1000 (à partir de 2021) constituent les catégories d'épreuves les plus prestigieuses, après les quatre levées du Grand Chelem. 

De 2009 à 2023, les tournois Premier Mandatory (dits tournois WTA 1000 obligatoires entre 2021 et 2023) regroupent Indian Wells, Miami, Madrid et Pékin, les autres constituant les tournois Premier 5 (tournois WTA 1000 non-obligatoires). À partir de 2024, le nombre de tournois WTA 1000 passe à 10 par saison (fin de l’alternance Doha / Dubaï), ces derniers devenant tous obligatoires et offrant tous 1000 points à la vainqueure (contre 900 points précédemment pour les tournois Premier 5).

### En simple dames
| Année |       |                             |                            |                             |                           |                             |                               |                                |                               |                             |  |                           |
| Doha  | Dubaï | Indian Wells                | Miami                      | Madrid                      | Rome                      | Canada                      | Cincinnati                    | Pékin                          |                               | Wuhan                       |  |                           |
| Doha  | Dubaï | Indian Wells                | Miami                      | Madrid                      | Rome                      | Canada                      | Cincinnati                    | Pékin                          | Guadalajara                   |                             |  |                           |
| Doha  | Dubaï | Indian Wells                | Miami                      | Madrid                      | Rome                      | Canada                      | Cincinnati                    | Pékin                          |                               |                             |  |                           |
| 2021  |       | WTA 500                     | 2e tour (1/16) C. Garcia   | 2e tour (1/32) A. Kontaveit |                           |                             | 1er tour (1/32) Y. Shvedova   |                                |                               | Annulé                      |  | Annulé                    |
| 2022  |       |                             | WTA 500                    |                             |                           |                             | 1er tour (1/32) Zhang S.      | 1er tour (1/32) B. Haddad Maia | 1er tour (1/32) A. Kalinskaya | Hors calendrier             |  | 3e tour (1/8) C. Gauff    |
| 2023  |       | WTA 500                     | 1er tour (1/32) P. Kvitová | 3e tour (1/16) K. Muchová   | 1/4 de finale E. Rybakina | 4e tour (1/8) J. Pegula     | 2e tour (1/32) K. Muchová     |                                | 2e tour (1/16) J. Pegula      | 1er tour (1/32) T. Maria    |  | 1/4 de finale C. Dolehide |
| 2024  |       | 1er tour (1/32) A. Potapova |                            | 1er tour (1/64) D. Parry    | 1er tour (1/64) S. Hunter | 1er tour (1/64) S. Stephens | 1er tour (1/64) Y. Putintseva |                                |                               | 1er tour (1/64) T. Townsend |  |                           |

Sous le résultat, l’ultime adversaire.
1. 1 2   Les tournois de Doha et Dubaï alternent le statut de tournoi WTA 1000 (ex Premier 5) entre 2009 et 2023 : les trois premières éditions ont lieu à Dubaï, les trois suivantes à Doha, puis Dubaï accueille le tournoi de cette catégorie les années impaires et Dubaï les années paires. De 2011 à 2023, la ville qui n’accueille pas de WTA 1000 organise à la place un tournoi WTA 500 (ex Premier).
2. 1 2 3 4 5 6 7   L’ordre de déroulement des tournois a évolué depuis 2009 : Rome se dispute avant Madrid et Cincinnati avant Montréal/Toronto jusqu’en 2010, tandis que Tokyo (2009-2013)-Wuhan (2014-2019, 2024-)-Guadalajara (2022-2023) ont lieu avant Pékin jusqu’en 2023.
3. 1 2  Du fait de la pandémie de Covid-19, les tournois d’Indian Wells, de Miami, de Madrid, du Canada, de Wuhan et de Pékin sont annulés en 2020. Ces deux derniers le sont également en 2021. Pour des raisons d’organisation, le tournoi de Cincinnati 2020 a exceptionnellement lieu à Flushing Meadows à New York.
4. ↑  Le 1er décembre 2021, le président de la WTA, Steve Simon, annonce que tous les tournois prévus en Chine et à Hong Kong sont suspendus à partir de 2022, en raison de préoccupations concernant la sécurité et le bien-être de la joueuse de tennis chinoise Peng Shuai après ses allégations de relations sexuelles non-consenties avec Zhang Gaoli, membre de haut rang du Parti communiste chinois. Le tournoi de Pékin revient en 2023. Le tournoi de Guadalajara remplace celui de Wuhan pendant deux ans, ce dernier réapparaissant en 2024.

## Classements WTA en fin de saison
| Année          | 2014 | 2015 | 2016 | 2017 | 2018 | 2019 | 2020 | 2021 | 2022 | 2023 | 2024 |
| Rang en simple | 590  | 365  | 235  | 202  | 195  | 158  | 84   | 113  | 28   | 43   | 126  |
| Rang en double | –    | 931  | –    | 313  | 480  | 1380 | 391  | 186  | 244  | 390  | 338  |

Source : (en) Classements de Martina Trevisan sur le site officiel de la Fédération internationale de tennis

## Records et statistiques

### Victoires sur le top 10
Toutes ses victoires sur des joueuses classées dans le top 10 de la WTA lors de la rencontre.
| Légende      |
| ------------ |
| Grand Chelem |
| WTA 1000     |
| WTA 500      |
| WTA 250      |
| Fed Cup      |

| # | Rang   |  | Tournoi       | Année | Surface      |  | Adversaire       | Rang  | Tour | Score          | Tableau |
| - | ------ |  | ------------- | ----- | ------------ |  | ---------------- | ----- | ---- | -------------- | ------- |
| 1 | no 159 |  | Roland Garros | 2020  | Terre battue |  | Kiki Bertens     | no 8  | 1/8  | 6-4, 6-4       | Tableau |
| 2 | no 85  |  | Maroc         | 2022  | Terre battue |  | Garbiñe Muguruza | no 10 | 1/8  | 2-6, 6-4, 6-1  | Tableau |
| 3 | no 54  |  | Guadalajara   | 2023  | Dur          |  | Ons Jabeur       | no 7  | 1/8  | 64-7, 7-5, 6-3 | Tableau |